# Skærsbjerg
Skærsbjerg (dansk) eller Scheersberg (tysk) er en 69,7 meter høj bakke beliggende mellem landsbyerne Hatlund, Lille og Store Kværn på halvøen Angel i det nordøstlige Sydslesvig. Skærsbjerg er et af de højeste punkter i landskabet Angel.
Stednavnet er første gang nævnt i 1510. Navnet er afledt af glda. *skærf og beskriver en høj med stenen (sml. skær i betydning af holm som i Blekinge). På hhv. sønderjysk eller angeldansk udtales stednvnaet Skæssbjerre. På bakkens top fandtes en gravhøj (Ræveshøj), som blev nedrevet med bygningen af Bismarck-tårnet i 1903. I gravhøjen har man gjort fund af mønter og værdifulde prestigegenstande af guld og glas. I 1844 fandt man flere urner ved bakkens østlige side med jern- og bronzeting.
Under den 1. slesvigske krig var der blevet etableret en dansk observationspost på Skjærbjerg. I årene 1900 til 1903 opførte den tyske nationalbevægelse her et 31 meter høj udsigtstårn til minde om Otto von Bismarck (Bismarck-tårn). Fra tårnet er udsigt over store dele af Angel og over fjorden til den danske kyst. Senere blev der etableret et tysk højskole, nu en international ungdomsgård. 
I omegnen har flere åer sit udspring såsom Stenbjerg Å og Kværn Møllebæk.